# Vasa-ház

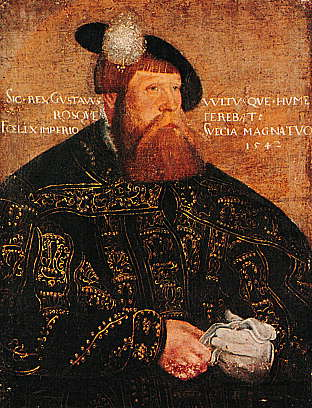
I. Vasa Gusztáv

A Vasa család nemesi címere

A Vasa család királyi címere

A Vasa-dinasztia 1521 és 1654 között Svédországban és 1587 és 1668 között Lengyelországban uralkodó királyi ház volt. A család szimbóluma egy búzakéve (svédül: vasa), innen ered a család neve.
A Vasa-ház első uralkodója Gusztáv Eriksson, a későbbi I. Gusztáv, aki kivezette Svédországot a számára hátrányos Kalmari unióból. A királyi címet Gusztáv gyermekei örökölték.
Az uralkodóház királyai időrendben:
- I. Gusztáv, 1521–1560
- XIV. Erik, 1560–1568
- III. János, 1568–1592
- Zsigmond, 1592–1599
- IX. Károly, 1599–1611
- II. Gusztáv Adolf, 1611–1632
- Krisztina, 1632–1654

III. János feleségül vette a lengyel Jagelló Katalint, ezzel összekötötte a lengyel-litván dinasztiát a svéd Vasa-házzal. Ebből a kötődésből származtak Lengyelország Vasa-házi királyai:
- III. Zsigmond, 1587–1632
- IV. Ulászló, 1632–1648
- II. János Kázmér, 1648–1668

A gyermektelen Krisztina királynővel 1689-ben kihalt a dinasztia svéd ága. A koronát a Pfalz-Zweibrücken-Birkenfeld-ház örökölte, a Wittelsbachok egyik mellékága.
II. János Kázmér királyságával a dinasztia hatalma leáldozott. A háborúk az Oszmán Birodalommal, az Orosz Cársággal, Brandenburg-Poroszországgal, Erdéllyel, a kozákokkal és Svédországgal tönkretették Lengyelországot. 1652-ben a szejmben először alkalmazták a Liberum veto gyakorlását egy parlamenti döntés ellen. Ezzel a szejm csak egyhangú döntéseket tudott elfogadni, mellyel működésképtelenné vált. 1657-ben és 1660-ban garantálták a Porosz Hercegség szuverenitását, melyből később kifejlődött a későbbi porosz állam. Az 1667-es andrusovói fegyverszünet Oroszországgal hatalmas területveszteséget okozott Lengyelországnak. Szmolenszk, Kijev, és az egész Ukrajna a Dnyeper folyóig orosz fennhatóság alá került.
Ezzel a Vasa-ház uralma is megszűnt Lengyelországban. Az új uralkodó Wiśniowiecki Mihály herceg lett.
Az utolsó férfiági Vasa, II. János Kázmér 1672-ben halt meg Franciaországban.
A Vasa család nőágon leszármazott tagjai azonban egészen 1818-ig maradtak a svéd trónon. Az utolsó, magát Vasának nevező hercegnő a szász Karola királynő (1833–1907) volt, IV. Gusztáv Adolf unokája.
A ma uralkodó svéd királyi család ereiben is csörgedezik Vasa vér a badeni Viktória hercegnő révén, aki V. Bernadotte Gusztáv felesége volt - a mai király dédanyja, aki IV. Gusztáv Adolf nőági utóda volt.

## A család további tagjai
- Karl Ferdinand Vasa, (lengyelül: Karol Ferdynand Waza) (1613–1655), lengyel herceg, Boroszló hercegprímása és Płock püspöke.
- Johann Albert Vasa (lengyelül: Jan Olbracht Waza) (1612–1634), lengyel herceg.